# Diskografie Jonas Blue
Toto je seznam vydané diskografie anglického diskžokeje Jonas Blue.

## Alba

### Studiová alba
| Název | Detaily o albu                                                    | Umístění v hitparádách | Umístění v hitparádách | Umístění v hitparádách | Umístění v hitparádách | Umístění v hitparádách | Certifikace                  |
| Název | Detaily o albu                                                    | UK                     | AUS                    | CAN                    | NL                     | NZ                     | Certifikace                  |
| ----- | ----------------------------------------------------------------- | ---------------------- | ---------------------- | ---------------------- | ---------------------- | ---------------------- | ---------------------------- |
| Blue  | - Vydáno: 9. listopadu 2018 - Vydavatelství: Positiva, Virgin EMI | 33                     | 50                     | 78                     | 78                     | 33                     | - BPI: Gold - ARIA: Platinum |

### Kompilační alba
| Jonas Blue: Electronic Nature – The Mix 2017                                            | - Vydáno: 14. července 2017 - Vydavatelství: Universal Music Group | 41 | —  | 151 |
| Est. 1989                                                                               | - Vydáno: 11. prosince 2020 - Vydavatelství: Universal Music Japan | —  | —  | —   |
| Together                                                                                | - Vydáno: 29. března 2024 - Vydavatelství: Universal Music Japan   | —  | 98 | —   |
| "—" značí, že se nahrávka neumístila v hitparádách nebo v tomto území ani nebyla vydána |                                                                    |    |    |     |

## Singly
| Název                                                                                   | Rok  | Umístění v hitparádách | Umístění v hitparádách | Umístění v hitparádách | Umístění v hitparádách | Umístění v hitparádách | Umístění v hitparádách | Umístění v hitparádách | Umístění v hitparádách | Umístění v hitparádách | Umístění v hitparádách | Certifikace | Album                                       |
| Název                                                                                   | Rok  | UK                     | AUS                    | AUT                    | DEN                    | GER                    | NL                     | NOR                    | NZ                     | SWE                    | US                     | Certifikace | Album                                       |
| --------------------------------------------------------------------------------------- | ---- | ---------------------- | ---------------------- | ---------------------- | ---------------------- | ---------------------- | ---------------------- | ---------------------- | ---------------------- | ---------------------- | ---------------------- | --- | ------------------------------------------- |
| "Fast Car" (feat. Dakota)                                                               | 2015 | 2                      | 1                      | 3                      | 6                      | 2                      | 3                      | 9                      | 2                      | 2                      | 98                     | - BPI: 3× Platinum - ARIA: 9× Platinum - BVMI: 3× Gold - GLF: 6× Platinum - IFPI AUT: Platinum - IFPI DEN: 2× Platinum - NVPI: 5× Platinum - RIAA: Platinum - RMNZ: 3× Platinum | Blue a The Electronic Nature – The Mix 2017 |
| "Perfect Strangers" (feat. JP Cooper)                                                   | 2016 | 2                      | 6                      | 9                      | 11                     | 9                      | 2                      | 7                      | 8                      | 3                      | —                      | - BPI: 2× Platinum - ARIA: 5× Platinum - BVMI: Platinum - GLF: 3× Platinum - IFPI DEN: 2× Platinum - NVPI: 4× Platinum - RIAA: Gold - RMNZ: Platinum                            | Blue a The Electronic Nature – The Mix 2017 |
| "By Your Side" (feat. Raye)                                                             | 2016 | 15                     | 33                     | 56                     | —                      | 45                     | 28                     | —                      | —                      | 94                     | —                      | - BPI: Platinum - ARIA: 2× Platinum - BVMI: Gold - IFPI DEN: Gold - RIAA: Gold                                                                                                  | Blue a The Electronic Nature – The Mix 2017 |
| "Mama" (feat. William Singe)                                                            | 2017 | 4                      | 7                      | 5                      | 5                      | 5                      | 1                      | 9                      | 8                      | 6                      | —                      | - BPI: 2× Platinum - ARIA: 6× Platinum - BVMI: 2× Platinum - GLF: 2× Platinum - IFPI AUT: Gold - IFPI DEN: 2× Platinum - NVPI: 2× Platinum - RIAA: Gold - RMNZ: Platinum        | Blue a The Electronic Nature – The Mix 2017 |
| "We Could Go Back" (feat. Moelogo)                                                      | 2017 | 74                     | —                      | —                      | —                      | —                      | 51                     | —                      | —                      | —                      | —                      | | Blue                                        |
| "Hearts Ain't Gonna Lie" (s Arlissa)                                                    | 2018 | —                      | —                      | —                      | —                      | —                      | 49                     | —                      | —                      | —                      | —                      | - BPI: Gold | Est. 1989                                   |
| "Alien" (se Sabrina Carpenter)                                                          | 2018 | —                      | —                      | —                      | —                      | —                      | —                      | —                      | —                      | —                      | —                      | | Blue                                        |
| "Rise" (feat. Jack & Jack)                                                              | 2018 | 3                      | 7                      | 2                      | 20                     | 8                      | 3                      | 10                     | 13                     | 14                     | —                      | - BPI: 2× Platinum - ARIA: 6× Platinum - BVMI: Platinum - GLF: 2× Platinum - IFPI DEN: Platinum - NVPI: Platinum - RIAA: Gold - RMNZ: Platinum                                  | Blue                                        |
| "I See Love" (feat. Joe Jonas)                                                          | 2018 | —                      | —                      | —                      | —                      | —                      | —                      | —                      | —                      | —                      | —                      | | Blue                                        |
| "Back & Forth" (s MK a Becky Hill)                                                      | 2018 | 12                     | —                      | —                      | —                      | —                      | —                      | —                      | —                      | —                      | —                      | - BPI: Platinum | Get to Know a Est. 1989                     |
| "Roll with Me" (s Bantu feat. Shungudzo a ZieZie)                                       | 2018 | —                      | —                      | —                      | —                      | —                      | —                      | —                      | —                      | —                      | —                      | | Singl bez alb                               |
| "Polaroid" (s Liam Payne a Lennon Stella)                                               | 2018 | 12                     | 23                     | —                      | —                      | —                      | 20                     | —                      | —                      | —                      | —                      | - BPI: Platinum - ARIA: Platinum - GLF: Gold - IFPI DEN: Gold - RIAA: Gold | Blue                                        |
| "Desperate" (feat. Nina Nesbitt)                                                        | 2019 | —                      | —                      | —                      | —                      | —                      | —                      | —                      | —                      | —                      | —                      | | Blue                                        |
| "Wild" (feat. Chelcee Grimes, Tini a Jhay Cortez)                                       | 2019 | —                      | —                      | —                      | —                      | —                      | —                      | —                      | —                      | —                      | —                      | | Blue                                        |
| "What I Like About You" (feat. Theresa Rex)                                             | 2019 | 16                     | —                      | —                      | —                      | 93                     | 89                     | —                      | —                      | —                      | —                      | - BPI: Platinum - ARIA: Platinum - IFPI DEN: Gold | Blue (deluxe edition) a Est. 1989           |
| "Ritual" (s Tiësto a Rita Ora)                                                          | 2019 | 24                     | —                      | —                      | —                      | —                      | 11                     | —                      | —                      | 24                     | —                      | - BPI: Platinum - GLF: Platinum - IFPI DEN: Gold - IFPI NOR: Platinum | Blue (deluxe edition) a Est. 1989           |
| "I Wanna Dance"                                                                         | 2019 | —                      | —                      | —                      | —                      | —                      | —                      | —                      | —                      | —                      | —                      | | Blue (deluxe edition) a Est. 1989           |
| "Younger" (s Hrvy)                                                                      | 2019 | —                      | —                      | —                      | —                      | —                      | —                      | —                      | —                      | —                      | —                      | | Blue (deluxe edition) a Est. 1989           |
| "All Night Long" (s RetroVision)                                                        | 2019 | —                      | —                      | —                      | —                      | —                      | —                      | —                      | —                      | —                      | —                      | | Est. 1989                                   |
| "Billboard" (s Tifa Chen)                                                               | 2019 | —                      | —                      | —                      | —                      | —                      | —                      | —                      | —                      | —                      | —                      | | Est. 1989                                   |
| "Mistakes" (s Paloma Faith)                                                             | 2020 | —                      | —                      | —                      | —                      | —                      | —                      | —                      | —                      | —                      | —                      | | Est. 1989                                   |
| "Naked" (s Max)                                                                         | 2020 | —                      | —                      | —                      | —                      | —                      | —                      | —                      | —                      | —                      | —                      | | Est. 1989                                   |
| "Something Stupid" (s AWA)                                                              | 2021 | —                      | —                      | —                      | —                      | —                      | —                      | —                      | —                      | —                      | —                      | | Together                                    |
| "Hear Me Say" (s Léon)                                                                  | 2021 | 65                     | —                      | —                      | —                      | —                      | —                      | —                      | —                      | —                      | —                      | | Together                                    |
| "Sad Boy" (s R3hab feat. Ava Max a Kylie Cantrall)                                      | 2021 | —                      | —                      | —                      | —                      | —                      | —                      | —                      | —                      | —                      | —                      | | Singl bez alb                               |
| "Don't Wake Me Up" (s Why Don't We)                                                     | 2022 | 79                     | —                      | —                      | —                      | —                      | —                      | —                      | —                      | —                      | —                      | | Together                                    |
| "Angles" (se Sevenn)                                                                    | 2022 | —                      | —                      | —                      | —                      | —                      | —                      | —                      | —                      | —                      | —                      | | Singly bez alb                              |
| "Siento"                                                                                | 2022 | —                      | —                      | —                      | —                      | —                      | —                      | —                      | —                      | —                      | —                      | | Singly bez alb                              |
| "Til the End" (se Sam Feldt a Sam Derosa)                                               | 2022 | —                      | —                      | —                      | —                      | —                      | —                      | —                      | —                      | —                      | —                      | | Singly bez alb                              |
| "Perfect Melody" (s Julian Perretta)                                                    | 2022 | —                      | —                      | —                      | —                      | —                      | —                      | —                      | —                      | —                      | —                      | | Together                                    |
| "Always Be There" (s Louisa Johnson)                                                    | 2022 | —                      | —                      | —                      | —                      | —                      | —                      | —                      | —                      | —                      | —                      | | Together                                    |
| "Weekends" (s Felix Jaehn)                                                              | 2023 | —                      | —                      | —                      | —                      | 51                     | —                      | —                      | —                      | —                      | —                      | | Together                                    |
| "Crying On the Dancefloor" (se Sam Feldt a Violet Days)                                 | 2023 | —                      | —                      | —                      | —                      | —                      | —                      | —                      | —                      | —                      | —                      | | Time After Time                             |
| "Finally" (s Rani)                                                                      | 2023 | —                      | —                      | —                      | —                      | —                      | —                      | —                      | —                      | —                      | —                      | | Together                                    |
| "All You Need Is Love" (s Nicky Romero a Nico Santos)                                   | 2023 | —                      | —                      | —                      | —                      | —                      | —                      | —                      | —                      | —                      | —                      | | Singl bez alb                               |
| "Past Life" (s Felix Jaehn)                                                             | 2023 | —                      | —                      | —                      | —                      | —                      | —                      | —                      | —                      | —                      | —                      | | Together                                    |
| "Rest of My Life" (se Sam Feldt)                                                        | 2024 | —                      | —                      | —                      | —                      | —                      | —                      | —                      | —                      | —                      | —                      | | Together                                    |
| "Mountains" (s Galantis a Zoe Wees)                                                     | 2024 | —                      | —                      | —                      | —                      | —                      | —                      | —                      | —                      | —                      | —                      | |                                             |
| "100 Lives" (s Eyelar)                                                                  | 2024 | —                      | —                      | —                      | —                      | —                      | —                      | —                      | —                      | —                      | —                      | | bude oznámeno                               |
| "—" značí, že se nahrávka neumístila v hitparádách nebo v tomto území ani nebyla vydána |      |                        |                        |                        |                        |                        |                        |                        |                        |                        |                        | |                                             |

## Spolu umělec
| Název          | Rok  | Další umělec | Album        |
| -------------- | ---- | ------------ | ------------ |
| "Now or Never" | 2019 | Got7         | Call My Name |

## Remixy
| Název                     | Rok  | Původní umělec                            | Album                                                            | Reference |
| ------------------------- | ---- | ----------------------------------------- | ---------------------------------------------------------------- | --------- |
| "Keeping Your Head Up"    | 2016 | Birdy                                     | Jonas Blue: Electronic Nature – The Mix 2017                     | [ 52 ]    |
| "Still Falling for You"   | 2016 | Ellie Goulding                            | Jonas Blue: Electronic Nature – The Mix 2017                     | [ 53 ]    |
| "Stay"                    | 2017 | Zedd a Alessia Cara                       | Stay – Remixes EP a Jonas Blue: Electronic Nature – The Mix 2017 | [ 54 ]    |
| "Old Friends"             | 2017 | Jasmine Thompson                          | Wonderland – EP                                                  | [ 55 ]    |
| "Strangers"               | 2018 | Sigrid                                    | Remix bez alb                                                    | [ 56 ]    |
| "Wild Love"               | 2018 | James Bay                                 | Wild Love (Remixes)                                              | [ 57 ]    |
| "Bum Bum Tam Tam"         | 2018 | MC Fioti, Future, J Balvin a Stefflon Don | Remixy bez alb                                                   | [ 58 ]    |
| "Polaroid"                | 2018 | Jonas Blue, Liam Payne a Lennon Stella    | Remixy bez alb                                                   | [ 59 ]    |
| "No One"                  | 2019 | Jess Glynne                               | Remixy bez alb                                                   | [ 60 ]    |
| "I Don't Care"            | 2019 | Ed Sheeran a Justin Bieber                | Remixy bez alb                                                   | [ 61 ]    |
| "Don't Give Up On Me Now" | 2019 | R3hab a Julie Bergan                      | Remixy bez alb                                                   | [ 62 ]    |
| "Ride It"                 | 2019 | Regard                                    | Remixy bez alb                                                   | [ 63 ]    |
| "Joys"                    | 2019 | Roberto Surace                            | Remixy bez alb                                                   | [ 64 ]    |
| "My Life Is Music"        | 2020 | Felix Da Housecat a The Visionary         | Remixy bez alb                                                   | [ 65 ]    |
| "Baby"                    | 2020 | Madison Beer                              | Remixy bez alb                                                   | [ 66 ]    |
| "Fly Away"                | 2021 | Tones and I                               | Remixy bez alb                                                   | [ 67 ]    |
| "Run Into Trouble"        | 2022 | Alok a Bastille                           | Remixy bez alb                                                   | [ 68 ]    |
| "Moonlight Sunrise"       | 2023 | Twice                                     | Remixy bez alb                                                   | [ 69 ]    |
| "Yes, And?"               | 2024 | Ariana Grande                             | Yes, And? (Remixes)                                              | [ 70 ]    |
| "Aceita"                  | 2024 | Anitta                                    | Remix bez alb                                                    | [ 71 ]    |